# Öster, Örebro

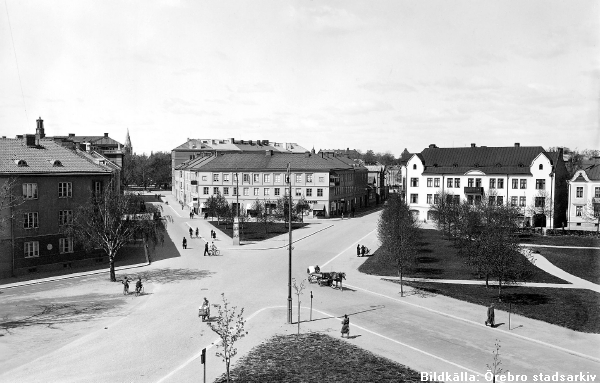
Oskarstorget år 1940

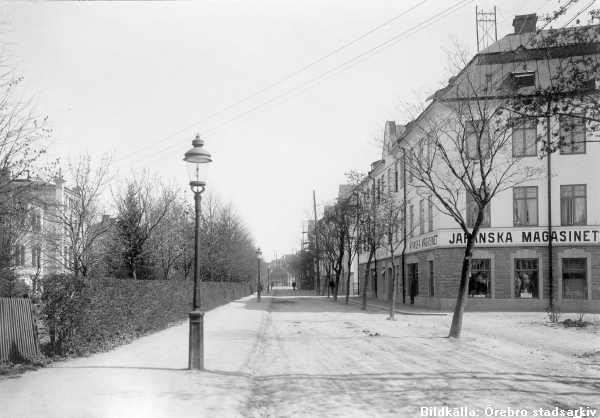
Sturegatan år 1911

Öster i Örebro är en stadsdel som begränsas av Trädgårdsgatan i väster, Rudbecksgatan - Österängsgatan i söder, Svartån i norr och Slussgatan i öster.

## Historik
Örebros snabba befolkningsutveckling kring sekelskiftet 1900 ledde till att stadsplanerarna sökte nya områden för stadens expansion. År 1888 hade en stadsplan upprättats för Väster. Mot mitten av 1890-talet hade inom de östra delarna av staden påbörjats en byggnadsverksamhet som man ansåg sig borde kontrollera. År 1897 inkom till stadsfullmäktige två olika förslag till stadsplan för Öster. Det ena var signerat stadsingenjör Gustaf Bergh och det andra lantbruksingenjör John Sundberg. Den slutliga utformningen torde ha blivit en kompromiss mellan de båda förslagen, med tillägg av andra ändringsförslag som tillkom senare. Stadsplaneområdets östra gräns utgjordes av Slussgatan. En nämnd utsågs för att föreslå namn på gator, torg och parker. Stadsplanen fastställdes den 4 maj 1900.
Centrum för Öster är Oskarstorget, som från början kallades Engelbrektsplan. Huvudgator är Engelbrektsgatan, som med stadsplanen förlängdes österut, samt  Sturegatan och Oskarsvägen. Oskarsvägen hette Akensgatan under de första åren. Stureplan och Sturelunden tillkom också med stadsplanen, men de benämningarna är borttagna.

## Oskarstorget
Oskarstorget är en park och öppen plats på Öster. Här sammanstrålar Engelbrektsgatan och Akensgatan med Kasten Ottergatan, Rådmansgatan och Oskarsvägen. Oskarstorget anlades som Engelbrektsplan år 1901. Namnbytet till Oskarstorget skedde år 1908. Platsen har fått sitt namn av kung Oscar II, som besökte Örebro bl.a. år 1901.

## Oskarsvägen
Oskarsvägen är en trädkantad esplanad som går i öst-västlig riktning på Öster. Gatan börjar vid Oskarstorget och fortsätter fram till Bygärdesbäcken där den byter namn till Pappersbruksallén. Oskarsvägen anlades som Akensgatan år 1901, och fick sitt nuvarande namn år 1909. (En bit av Akensgatan finns kvar från Oskarstorget till Oskarsplatsen.) Även Oskarsvägen har fått sitt namn av kung Oscar II.

## Sturegatan
Sturegatan anlades år 1900, och nådde från början från Engelbrektsgatan till Slussgatan. Den har efter hand förlängts till Oskarsvägen. Gatan har fått sitt namn efter de tre Sturar som innehaft Örebro slott, nämligen Sten Sture den äldre, Svante Nilsson (Sture) och Sten Sture den yngre.

## Slussgatan
Slussgatan anlades år 1901 i samband med att stadsplanen för Öster fastställdes. Den sträcker sig från Slussen till Bygärdesbäcken där den övergår i Österängsgatan.

## Österplan
Österplan är ett öppet område och gatukorsning i södra delen av Öster. Det tillkom först som Engelbrektsplan år 1945, men döptes om till sitt nuvarande namn 1956. I korsningen sammanstrålar Rudbecksgatan med Restalundsvägen och Österängsgatan. Intill Österplan i nordväst ligger Vinterstadion och Toyotahallen, som är arenor för bandy respektive ishockey. Intill Österplan ligger även ett mindre affärskomplex.

## Grönområden på Öster
Öster präglas av många parker. Inom området ligger Stadsparken och Wadköping. Andra parker är Oskarstorget (se ovan), Oskarsparken med Oskarsplatsen, Skytteparken och Norensbergsparken.